# یواس‌اس اریکسون (تی‌بی-۲)
یواس‌اس اریکسون (تی‌بی-۲) (به انگلیسی: USS Ericsson (TB-2)) یک کشتی بود که طول آن ۱۴۹ فوت ۷ اینچ (۴۵٫۵۹ متر) بود. این کشتی در سال ۱۸۹۴ ساخته شد.